# Harkers Island
Harkers Island és una població dels Estats Units a l'estat de Carolina del Nord. Segons el cens del 2007 tenia 1.623 habitants.

## Demografia
Segons el cens del 2000, Harkers Island tenia 1.525 habitants, 661 habitatges i 497 famílies. La densitat de població era de 230,9 habitants per km².
Dels 661 habitatges en un 21,6% hi vivien nens de menys de 18 anys, en un 67,9% hi vivien parelles casades, en un 5,6% dones solteres, i en un 24,7% no eren unitats familiars. En el 21,3% dels habitatges hi vivien persones soles el 9,7% de les quals corresponia a persones de 65 anys o més que vivien soles. El nombre mitjà de persones vivint en cada habitatge era de 2,3 i el nombre mitjà de persones que vivien en cada família era de 2,65.
Per edats la població es repartia de la següent manera: un 15,3% tenia menys de 18 anys, un 6,2% entre 18 i 24, un 21,6% entre 25 i 44, un 35,1% de 45 a 60 i un 21,8% 65 anys o més.
L'edat mediana era de 49 anys. Per cada 100 dones de 18 o més anys hi havia 95,6 homes.
La renda mediana per habitatge era de 33.125 $ i la renda mediana per família de 35.492 $. Els homes tenien una renda mediana de 37.375 $ mentre que les dones 18.913 $. La renda per capita de la població era de 19.790 $. Entorn del 13,6% de les famílies i el 15,5% de la població estaven per davall del llindar de pobresa.

## Poblacions més properes
El següent diagrama mostra les poblacions més properes.